# Muhibbe Darga
Muhibbe Darga (ur. 13 czerwca 1921 w Stambule, zm. 6 marca 2018 tamże) – turecka archeolog.
Pochodziła z rodziny Darugazade, jej dziadek, Mehmet Emin Bey, był wysokim urzędnikiem na dworze sułtana Abdülhamida II. W 1939 roku ukończyła szkołę dla dziewcząt Erenköy Girls High School i rozpoczęła studia na Wydziale Archeologii Uniwersytetu Stambulskiego. Studia ukończyła w 1943 roku, od 1945 roku pracowała jako asystent na Wydziale Starożytnych Języków Azji Mniejszej Uniwersytetu Stambulskiego. 
Uczestniczyła w wykopaliskach prowadzonych w Karatepe przez Helmutha Theodora Bosserta, Bahadıra Alkıma i Halet Çambel. Prowadziła badania mad hetyckim pismem hieroglificznym, w 1947 roku uzyskała tytuł doktora. W latach 1950–1959 wykładała historię i historię sztuki w szkołach Anatolii. W 1960 roku ponownie rozpoczęła na uniwersytecie, w 1965 roku uzyskała stopień associate professor, a w 1973 roku tytuł profesora.
Uczestniczyła w wykopaliskach w Gedikli i Değirmentepe, kierowała wykopaliskami w Şemsiyetepe-Karakaya oraz Şarhöyük. Prowadziła zajęcia ze sztuki i języka hetyckiego. W 1983 roku została kierownikiem Katedry Języków i Kultur Starożytnych. Dwa lata później przeszła na emeryturę. prowadziła zajęcia dla studentów Wydziału Filmu i Telewizji na Uniwersytecie Anadolu.
Zmarła 7 marca 2018, w wieku 97 lat. 

## Wybrane publikacje
- Eski Anadolu’da Kadın (1976)
- Hitit Mimarlığı (1984).